# Bobby Almond
Robert Ronald Almond (1951. április 16. – ) új-zélandi válogatott labdarúgó. 

## Pályafutása

### Klubcsapatban
Londonban született az Egyesült Királyságban. A Leyton Orient és a Tottenham Hotspur utánpótlás csapataiban kezdte a labdarúgást. 1971 és 1973 között a Walthamstow Avenue együttesében játszott. 1973-ban Új-Zélandra költözött és a Christchurch United játékosa lett, ahol 1974 és 1981, valamint 1983 és 1986 között szerepelt, 1982-ben kis ideig az Invercargill Thistle csapatát erősítette. 1978-ban megnyerte az új-zélandi bajnokságot. 

### A válogatottban
1979 és 1982 között 28 alkalommal szerepelt az új-zélandi válogatottban. 1979- június 13-án mutatkozott be egy Ausztrália elleni 1–0-ás győzelem alkalmával. Tagja volt az 1980-ban OFC-nemzetek kupáját nyerő válogatott keretének. Részt vett az 1982-es világbajnokságon, ahol a Skócia és a Brazília elleni csoportmérkőzésen kezdőként lépett pályára. A Szovjetunió ellen nem kapott lehetőséget.

## Sikerei, díjai
Christchurch United
- Új-zélandi bajnok (1): 1978

Új-Zéland
- OFC-nemzetek kupája győztes (1): 1980